# Strongylosoma iuliforme
Strongylosoma iuliforme är en mångfotingart som beskrevs av Carl 1905. Strongylosoma iuliforme ingår i släktet Strongylosoma och familjen orangeridubbelfotingar. Inga underarter finns listade i Catalogue of Life.